# سلیکا (اکوادور)
سلیکا (به اسپانیایی: Celica) یک منطقهٔ مسکونی در اکوادور است که در استان لوخا واقع شده‌است. سلیکا ۳٬۶۹۳ نفر جمعیت دارد.